# Graphiurus kelleni
Graphiurus kelleni este o specie de rozătoare din familia pârșilor, Gliridae. Este originară din Africa tropicală, unde arealul său se întinde de la Gambia și Senegal până la Kenya și Tanzania. Uniunea Internațională pentru Conservarea Naturii a clasificat această specie ca fiind neamenințată cu dispariția.

## Descriere
Graphiurus kelleni are o lungime a capului și a corpului de 75–150 mm și o coadă stufoasă de 50–110 mm. Părțile superioare sunt cenușii, maro sau roșcate, părțile inferioare sunt palide, iar capul are urechi mari și o mască închisă la culoare care înconjoară ochii.

## Răspândire și habitat
Graphiurus kelleni este originară din Africa tropicală de vest, centrală și de est, la sud de Deșertul Sahara. Se găsește în Angola, Benin, Burkina Faso, Camerun, Republica Democrată Congo, Etiopia, Gambia, Ghana, Kenya, Malawi, Mali, Mozambic, Niger, Nigeria, Senegal, Somalia, Sudanul de Sud, Sudan, Tanzania, Togo, Uganda, Zambia și Zimbabwe. Habitate sale naturale sunt pădurile uscate tropicale, regiunile împădurite și savanele umede sau uscate.

## Ecologie
Graphiurus kelleni este un animal activ, care se cațără în copaci și se aruncă asupra prăzii sale vii, care include insecte și alte nevertebrate, vertebrate mici, ouă de păsări și hoituri. Dieta sa include și semințe și fructe. Este nocturnă și își construiește un cuib în care se retrage pe durata zilei. Exceptând scurta perioadă a sezonului de reproducere, este în mare parte un animal solitar. Produce o serie de vocalizări stridente, incluzând atât semnale de avertizare, cât și semnale de comunicare, dar se știu puține despre comportamentul său.

## Stare de conservare
Graphiurus kellenii este o specie comună cunoscută dintr-o serie de tipuri de habitate. Are un areal foarte larg, arealul său cuprinde arii protejate și nu a fost identificată nicio amenințare deosebită pentru aceasta, așa că Uniunea Internațională pentru Conservarea Naturii a clasificat-o ca fiind neamenințată cu dispariția.